# ویکان
ویکان، روستایی از توابع بخش رودبارالموت شهرستان قزوین در استان قزوین ایران است.دارای حیات وحش بسیار دیدنی و جذاب میباشد.

## جمعیت
این روستا در دهستان الموت پایین قرار دارد و براساس سرشماری مرکز آمار ایران در سال ۱۳۸۵، جمعیت آن ۱۴ نفر (۹خانوار) بوده‌است.

## مردم
اکثر ویکانی‌ها سادات هستند.